# Mansur Bildik
Mansur Bildik (* 1949 in Tunceli, Türkei) ist ein kurdischer, in Wien lebender Saz-Spieler.

## Leben
Mansur Bildik erhielt seinen ersten Saz-Unterricht von seinem Vater. Wegen der schlechten ökonomischen Situation der Familie und weil Bildik seinen Vater im Alter von 12 Jahren verlor, konnte er das Instrument nicht weiterstudieren, beschäftigte sich aber weiter intensiv mit Musik.
1965 erhielt Bildik im Halkevi von Adana seinen ersten systematischen Musikunterricht im Saz-Spiel. Sein Lehrer Ahmet Aydin empfahl ihn zur weiteren Fortbildung seinem Kollegen in Istanbul. Anfang der 1970er Jahre arbeitete er mit den Saz-Spielern des TRT in Izmir zusammen und konnte sein Repertoire erweitern. 1976 bis 1980 trat er in westeuropäischen Städten von Österreich bis England und in den 1990er Jahren auch in Polen und Tschechien auf. Seit 1980 lebt Bildik in Wien. 1984 begann er, im Franz Schubert Konservatorium Saz zu unterrichten. Um mögliche Berührungspunkte zwischen westlicher und östlicher Musik zu entdecken, beschäftigte er sich auch mit Klavier und Harmonik.
Bildik gab zahlreiche Radio- und Fernsehauftritte und Konzerte und wurde als Saz-Virtuose und Experte auf Festivals, Seminare und Konferenzen  eingeladen. Ab 1990 unterrichtete er in Volkshochschulen, um für die Bekanntheit des Instruments zu werben.
Im Sommer 1993 gründete Bildik gemeinsam mit türkischen und österreichischen Musikern den Saz-Verein Wien, um eine größere Öffentlichkeit auf sein Instrument aufmerksam zu machen.
1987 heiratete er Suna Bildik, mit der er einen Sohn und eine Tochter hat. 2008 erhielt Mansur Bildik das Goldene Verdienstzeichen des Landes Wien.

## Publikationen
- Saz-Schule / Bağlama Metudu / Saz Method (2018)